# Tarek Yehia
Tarek Yehia Fouad Abdelazim, né le 18 mai 1987, est un haltérophile égyptien.

## Carrière
Tarek Yehia participe aux Championnats du monde d'haltérophilie 2010 qui se déroulent à Antalya en Turquie, dans a catégorie des moins de 77 kg. L'Égyptien se classe sixième à l'arraché et troisième à l'épaulé-jeté. Ces deux résultats cumulés lui permettent de décrocher la médaille de bronze, derrière Tigran Gevorg Martirosyan et devant Lu Xiaojun.

## Palmarès
- Championnats du monde d'haltérophilie 2010 à Antalya
  -  Médaille de bronze en moins de 77 kg.